# Aircraft Designs Inc
Aircraft Designs Inc — компания авиапроизводитель из Монтерей, штат Калифорния, США. Основана Мартином Холманом в 1986 году. Компания занимается как собственными разработками, так и конструкционным и инженерным анализом для других аэрокосмических предприятий.

## Разработки
- 1974 — ADI Sportster, двухместный автожир с одним двигателем.
- 1981 — ADI Condor, двухместный мотопланер с одним двигателем.
- 1983 — ADI Bumble Bee, одноместный автожир с одним двигателем.
- 1994 — ADI Stallion, шестиместный самолёт классической конструкции с одним двигателем.